# 杜欽齊
50°25′1″N 34°9′24″E / 50.41694°N 34.15667°E
杜欽齊（烏克蘭語：Дучинці），是烏克蘭中部的村莊，隸屬波爾塔瓦州的米爾霍羅德區。該村處於普肖爾河右岸，分別距離克尼什夫卡1.5公里和普利希韋茨2.5公里，始建於1923年，面積4.204平方公里，海拔高度119米，2001年人口506。